# فرودگاه اسلیت‌میوت
فرودگاه اسلیت‌میوت (به انگلیسی: Sleetmute Airport) یک فرودگاه همگانی با کد یاتا SLQ است که یک باند فرود شن دارد و طول باند آن ۹۴۵ متر است. این فرودگاه در کشور ایالات متحده آمریکا قرار دارد و در ارتفاع ۵۸ متری از سطح دریا واقع شده است.